# こと座イプシロン星
こと座ε星（ことざイプシロンせい、ε Lyrae、ε Lyr）、通称ダブル・ダブルスターは、こと座の方角に、およそ160光年の距離にあるとみられる多重星である。全天にみられる多重星の中で、最も傑出したものとも言われる。

## 星系
こと座ε星は、双眼鏡があれば、或いは視力が非常に良ければ肉眼でも、二重星としてみえる。この対のうち、西側（若しくは北側）はこと座ε1星またはこと座4番星、東側（若しくは南側）はこと座ε2星またはこと座5番星とも呼ばれる。ε1星とε2星は、小口径でも良質の望遠鏡を使えば、いずれも二重星であることがわかる。
ε1星とε2星が共に重星であることは、1779年にウィリアム・ハーシェルによって言及されたのが最初とされる。その後、1831年にヴィルヘルム・シュトルーヴェが、初めて正確に離角を測定し、以後観測が重ねられている。シュトルーヴェは、四重星の測定だけでなく、ε1星とε2星の間に、更に2つの恒星があることも明らかにした。その後、ジョン・ハーシェルが更に3つの恒星を、ε1星とε2星の間に発見した。
1985年には、スペックル・イメージングによる観測で、ε2に新たな恒星が検出され、その後も数度検出されているが、別の恒星との取り違えがあったり、測定値に一貫性がないことから、疑問も持たれている。

### 特徴
こと座ε星系は、ワシントン重星カタログでは10個の恒星が収録されており、WDS J18443+3940のAからIまで、そしてCはCaとCbの二重星となっている。
|        | 視等級 | 半径 (R☉) | 質量 (M☉) | 自転速度 (km/s) | 分光分類 | 光度 (L☉) | 表面温度 (K) | 年齢 (×106 年) | 他の名称                    |
| ------ | ------ | --------- | --------- | --------------- | -------- | --------- | ------------ | -------------- | --------------------------- |
| A      | 5.01   | 1.89      | 2.07      | 165             | A4 V     | 24        | 7,943        | 400            | HD 173582 HR 7051 SAO 67310 |
| B      | 6.10   | 1.81      | 1.56      | 159             | F1 V     | 8.4       | 7,047        | 400            | HD 173583 HR 7052 SAO 67309 |
| C (Ca) | 5.25   |           | 1.87      | 212             | A8 Vn    | 29        | 7,816        | 350            | HD 173607 HR 7053 SAO 67315 |
| D      | 5.38   |           | 1.79      | 233             | F0 Vn    | 32        | 7,852        | 350            | HD 173608 HR 7054           |
| E      | 12.3   |           |           |                 |          |           |              |                |                             |
| F      | 12.7   |           |           |                 |          |           |              |                |                             |
| G      | 14.2   |           |           |                 |          |           |              |                |                             |
| H      | 13.9   |           |           |                 |          |           |              |                |                             |
| I      | 10.12  |           |           |                 |          |           |              |                | BD+39 3512                  |
| Cb     |        |           |           |                 |          |           |              |                |                             |

ε1星は、対のうち明るい星をε1星A、暗い星をε1星Bといい、重星カタログではAとBにあたる。この2世紀の間に、4秒あった離角が、2.4秒に縮まった。明るさはAが5.01等、Bが6.10等、スペクトル型はAがA4 V、BがF1 Vとされる。両者の相対的な位置関係の変化から見積もった、AとBの間の実際の距離（軌道長半径）は120au程度、公転周期はおよそ1700から1800年となる。
ε2星は、対のうち明るい星をε2星A、暗い星をε2星Bといい、重星カタログではCとDにあたる。離角はこちらも約2.4秒で、明るさはCが5.25等、Dが5.38等、スペクトル型はCがA8 Vn、DがF0 Vnとされる。CとDの間の実際の距離は110au程度、公転周期はおよそ720年と見積もられている。Cは、りょうけん座α2型星である可能性が指摘されているが、確定はしておらず、変光星総合カタログでも新しい変光星候補に止まっている。
ε1星とε2星の間は、離角が約3.5分で、実際の距離にすると0.16光年にもなる。これだけ距離があると、重力的に結び付いた連星であるかどうかの判断は容易ではなく、ヒッパルコス衛星の位置天文学的情報を基に、ε1星とε2星が束縛系であるかどうか判定した結果は、束縛であるとするものも、非束縛であるとするものもある。真の連星であるとすれば、公転周期は何十万年にもなるものと予想される。
EからIの5つの恒星は、年周視差からすると、ε1星、ε2星とは物理的な関係がない、偶然同じ方向に位置する恒星とみられる。
|       | 離角 (秒) | 離角 (au) | 方位角 (°) | 備考       |
| ----- | --------- | --------- | ---------- | ---------- |
| AB-CD | 209.5     |           | 172        | ε1星-ε2星  |
| A-B   | 2.36      | 124.2     | 346        | ε1星内の対 |
| C-D   | 2.36      | 110.8     | 76         | ε2星内の対 |
| Ca-Cb | 0.058:    |           | 224.5:     | 不定性大   |
| A-I   | 149.5     |           | 137        |            |
| C-E   | 63.2      |           | 334        |            |
| CD-F  | 93.3      |           | 0          |            |
| CD-G  | 75.1      |           | 293        |            |
| CD-H  | 96.6      |           | 313        |            |